# Mark Mancari
Mark Mancari (* 11. Juli 1985 in London, Ontario) ist ein italo-kanadischer Eishockeyspieler, der zuletzt beim EHC Freiburg in der DEL2 unter Vertrag stand.

## Karriere
Mark Mancari begann seine Karriere als Eishockeyspieler 2001 bei den Ottawa 67’s. Für das Team aus der Ontario Hockey League spielte er insgesamt vier Jahre lang. Während des NHL Entry Draft 2004 wurde der Italo-Kanadier in der siebten Runde als insgesamt 207. Spieler von den Buffalo Sabres ausgewählt. Im Sommer 2005 wurde Mancari schließlich erstmals in den Kader der Rochester Americans, dem damaligen Farmteam der Sabres, aufgenommen. In seinen ersten beiden Spielzeiten im professionellen Eishockey stand Mancari ausschließlich für das Team aus der AHL auf dem Eis. Während der Saison 2006/07 gab der Flügelspieler sein Debüt in der National Hockey League und erzielte einen Assist in drei Spielen. In der folgenden Spielzeit wurde er ausschließlich in der AHL eingesetzt und erzielte in 80 Spielen 57 Scorerpunkte, davon 21 Tore.
Zur Saison 2008/09 wurde Mancari in das neue Farmteam der Sabres, die Portland Pirates, übernommen.
Am 21. November 2008 wurde Mancari als Ersatz für Maxim Afinogenow berufen und spielte am gleichen Tag gegen die Philadelphia Flyers. Am folgenden Tag, dem 22. November 2008, erzielte Mancari gegen die New York Islanders sein erstes Tor in der NHL.
Am 1. Juli 2011 unterzeichnete er einen Kontrakt bei den Vancouver Canucks und spielte in der Saison 2011/12 sechs NHL-Einsätze für die Canucks. Zudem absolvierte er 69 Partien für die Chicago Wolves in der AHL. Die Saison 2012/13 verbrachte er bei den Rochester Americans (AHL). Im Juli 2013 unterzeichnete er einen Einjahresvertrag bei den St. Louis Blues, wurde in der Saison 2013/14 aber im Farmteam Chicago Wolves eingesetzt, ehe er im Tausch für Eric Selleck zu einem anderen AHL-Team, den San Antonio Rampage, wechselte, für die er bis zum Ende der Saison 2014/15 agierte.
Die Spielzeit 2015/16 verbrachte Mancari in der Deutschen Eishockey Liga (DEL) bei den Augsburger Panthern. Zur Saison 2016/17 wechselte er zum DEL-Konkurrenten Krefeld Pinguine und unterschrieb dort einen Zweijahresvertrag. Nach einem Jahr in Krefeld, in dem er in 49 DEL-Spielen 12 Tore und 17 Assists erzielt hatte, wurde sein laufender Vertrag Ende Juli 2017 aufgelöst.

## Erfolge und Auszeichnungen
- 2008 Teilnahme am AHL All-Star Classic
- 2009 Teilnahme am AHL All-Star Classic
- 2011 AHL First All-Star Team

## Karrierestatistik
(Legende zur Spielerstatistik: Sp oder GP = absolvierte Spiele; T oder G = erzielte Tore; V oder A = erzielte Assists; Pkt oder Pts = erzielte Scorerpunkte; SM oder PIM = erhaltene Strafminuten; +/− = Plus/Minus-Bilanz; PP = erzielte Überzahltore; SH = erzielte Unterzahltore; GW = erzielte Siegtore; 1 Play-downs/Relegation; Kursiv: Statistik nicht vollständig)